# Eisenbahnunfall von Eckwersheim

Karte der LGV Est européenne. Der Unfallort liegt unmittelbar nördlich von Vendenheim.

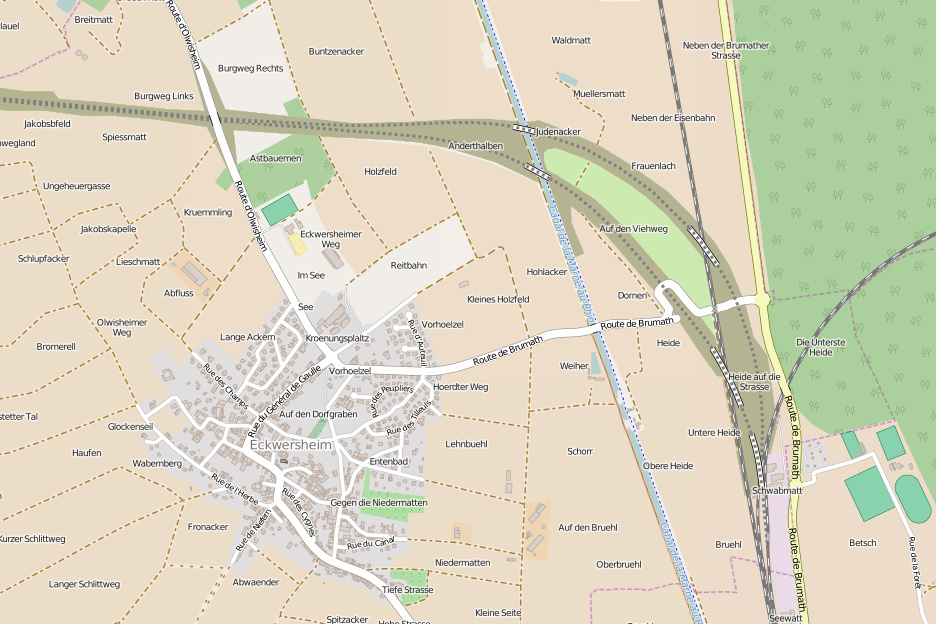
Karte der Anbindung des Ostendes der Schnellfahrstrecke an das Bestandsstreckennetz. Die Unfallstelle liegt bei der südlichen Kanalbrücke.

Der TGV-Unfall von Eckwersheim am Nachmittag des 14. November 2015 war der schwerste Unfall eines TGV seit der Aufnahme des Betriebs durch die französische Staatsbahn SNCF im Jahr 1981 und der erste mit einer größeren Zahl von Todesopfern. Elf Menschen starben, als ein Messzug bei einer Hochtastfahrt auf dem noch nicht eröffneten östlichen, zweiten Bauabschnitt der Neubau-Schnellfahrstrecke LGV Est européenne bei überhöhter Geschwindigkeit in einem Gleisbogen entgleiste.

## Ausgangslage

### Infrastruktur
Die Unfallstelle befindet sich bei Eckwersheim im Elsass am Abzweig Vendenheim, wo die zweigleisige Neubaustrecke LGV Est européenne in die bestehende Bahnstrecke Paris–Strasbourg mündet. Die Neubaustrecke ist der östlichste Bauabschnitt der Schnellfahrstrecke Paris–Strasbourg, die am 3. April 2016 in Betrieb genommen werden sollte und für den Gleiswechselbetrieb ausgerüstet ist. Die Bestandsstrecke wird – wie im Elsass im Gegensatz zum übrigen französischen Netz üblich – im Rechtsverkehr betrieben. Sie verläuft hier parallel zum Rhein-Marne-Kanal.
Der Hochgeschwindigkeitsabschnitt endet bei Streckenkilometer 403,809. Östlich schließt sich in Fahrtrichtung Straßburg eine Rechtskurve an, die für eine zulässige Höchstgeschwindigkeit von 160 km/h ausgelegt ist. Der Brückenanfang – Referenzpunkt des folgenden Unfallgeschehens – liegt bei km 404,200 (rund vierhundert Meter entfernt). Im Bereich von Kilometer 404,000 bis 404,400 steigt der Bahndamm um drei Meter an, die Rechtskurve hat einen Radius von 945 m mit einer Überhöhung von 163 mm.
Die Strecke ist mit dem Zugsicherungssystem TVM 430 ausgestattet. Dieses lässt nur einige wenige fixierte Geschwindigkeitsstufen zu.

### Fahrzeug
Das verunfallte Fahrzeug mit der Baunummer 744 gehört zur Generation der Dasye-Züge und war mit POS-Triebköpfen für den Ostfrankreich/Süddeutschland-Verkehr ausgestattet. Der Zug fuhr unter der Zugnummer 814521 von Westen kommend am Ende der Neubaustrecke in die Verbindungskurve zur Bestandsstrecke. Im Zug waren 53 Personen, darunter vorschriftswidrig auch vier Kinder im Alter zwischen 10 und 15 Jahren. Im Führerstand befanden sich sieben statt der erlaubten vier Personen.

### Testprogramm
Für die Inbetriebnahme des östlichen Abschnitts der Schnellfahrstrecke Paris–Strasbourg waren zahlreiche Testfahrten geplant. Ab dem 28. September 2015 hatten bereits mehr als 200 solcher Testfahrten stattgefunden. Dabei finden üblicherweise auch Hochtastfahrten mit 10-prozentigem Überschreiten der später zulässigen Höchstgeschwindigkeit statt. Damit solche Fahrten stattfinden können, wird die ETCS-Level-2-Zugsicherung, die das Fahren überhöhter Geschwindigkeiten im planmäßigen Betrieb verhindert, teilweise abgeschaltet.
Im Unfallbereich mit einer zulässigen Höchstgeschwindigkeit von 160 km/h war für eine Hochtastfahrt, die diesen Wert um 10 % überschreiten sollte, also ausnahmsweise eine Höchstgeschwindigkeit von 176 km/h zulässig. Die installierten Zugsicherungssysteme ETCS Level 2 und TVM 430 mussten für diese Fahrten mit Geschwindigkeiten über der fahrplanmäßigen Höchstgeschwindigkeit ausgeschaltet werden.

## Unfallhergang

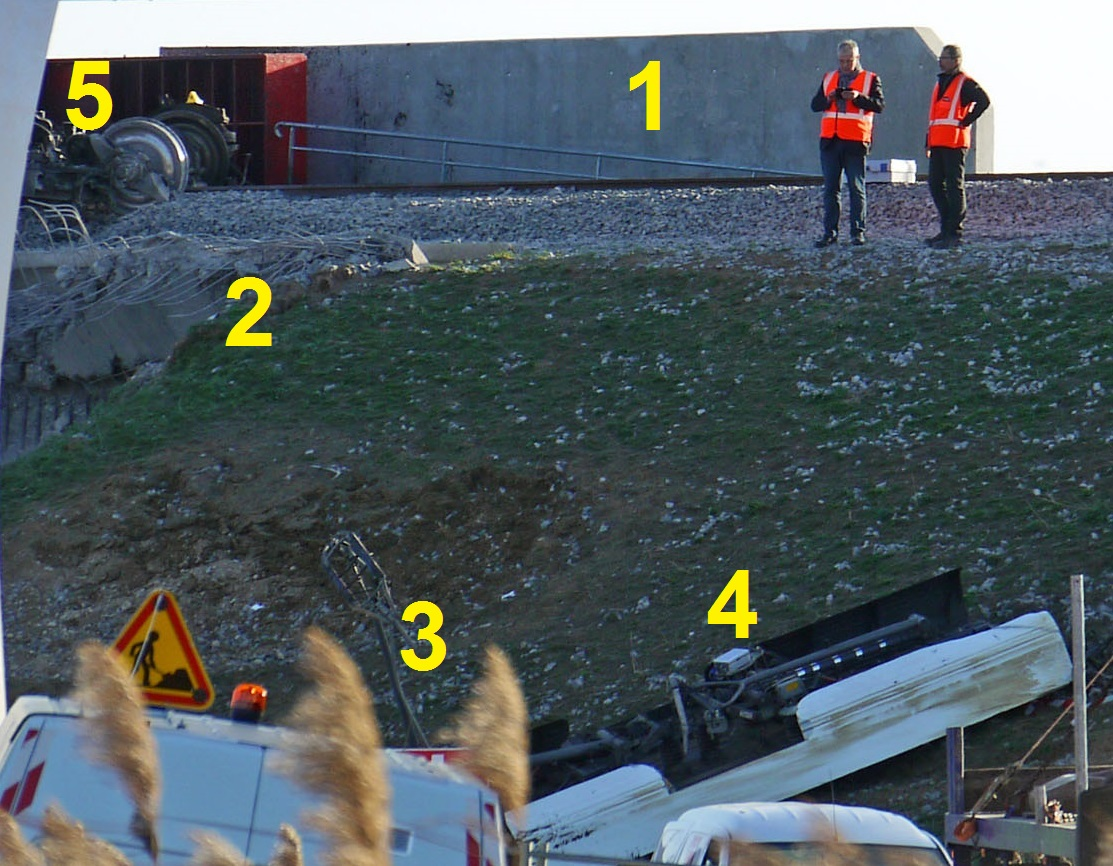
Bild des Brückenanfangs: (1) rechte intakte Betonbrüstung, (2) zerstörte linke Betonbrüstung, (3) abgerissener Stromabnehmer und (4) zugehöriger Unterbau, (5) abgerissenes Drehgestell am linken Brückenträger

Laut vorläufigem Untersuchungsbericht verließ der Testzug den Bahnhof Meuse planmäßig um 14:28 Uhr im Gleiswechselbetrieb auf dem rechten Gleis. Er fuhr um 14:48 Uhr am Abzweig Baudrecourt in den Neubauabschnitt ein. Um 15:05 Uhr verschwand der Zug aus dem Block vor dem Signal 701 (Signal Carré 701) am Ende der Schnellfahrstrecke. Die Besatzung des Stellwerks bemerkte das plötzliche Verschwinden auf der Anzeige, stellte fest, dass der Zug vollständig entgleist war, und alarmierte die Rettungsdienste.
Der Zug entgleiste in der Kurve vor der südlichen Brücke über den Rhein-Marne-Kanal. Laut vorläufigem Untersuchungsbericht sind die ersten Anzeichen einer Entgleisung etwa 200 Meter vor der Brücke zu erkennen. Dort finden sich Schleifspuren eines Radkranzes auf der Oberkante der Schiene. Etwa 100 Meter vor der Brücke ist dann der Schotter des Oberbaus außerhalb der Schiene befahren worden. Diese Spuren stammen von dem entgleisenden hinteren Drehgestell des vorderen Triebkopfes. Es scherte in der Rechtskurve nach links aus und löste sich dabei von dem folgenden Wagen. Es wurde anschließend auch vom Triebkopf abgerissen, bohrte sich in den Brückenträger und blieb dort liegen. Der hintere Teil des Triebkopfes prallte gegen die Betonbrüstung vor dem Kanal-Brückenträger und anschließend auf den Brückenträger. Dabei wurde der Transformator des Triebkopfes derart schwer beschädigt, dass dessen Öl explosionsartig freigesetzt wurde und sich entzündete. Teile des Triebkopfes verteilten sich auf dem Fahrweg, der Rest (mit dem Führerstand) passierte noch die Brücke, rollte schließlich die Böschung am Ende der Brücke hinunter und kam etwa 150 Meter hinter dem Brückenanfang zum Stehen. Die folgenden sechs Wagen entgleisten noch vor der Brücke und schossen aufgrund der erheblichen verbliebenen Geschwindigkeit und Masseträgheit an ihr vorbei. Das reichte aus, um sie noch komplett über den Kanal hinwegzutragen. Beim Aufprall lösten sich die Drehgestelle, einige der Wagen landeten etwa 130 Meter entfernt, andere in einem Bereich nur etwa 80 Meter entfernt vom Brückenanfang zwischen den beiden Bahndämmen der hier einzeln geführten und etwa 90 Meter auseinander liegenden beiden Streckengleise. Die zwei folgenden Wagen, die vor dem hinteren Triebkopf liefen, prallten auf die Böschung des Kanals. Im Wagen, der vor dem hinteren Triebkopf lief, gab es die meisten Todesopfer. Der hintere Triebkopf fiel in den Kanal.
Nach der Auswertung der beiden nach dem Unfall geborgenen ATESS-Blackboxen, die auch die tatsächlich gefahrene Geschwindigkeit aufzeichneten, war der Bremsvorgang zwar eingeleitet worden, aber um etwa einen Kilometer oder 10,2 Sekunden zu spät. Nach der Auswertung der Blackboxen betrug die tatsächlich gefahrene Geschwindigkeit am Eingang der Kurve 265 km/h, wo der Zug nur noch 176 km/h hätte fahren sollen, und lag also um 89 km/h zu hoch. Zum Zeitpunkt der Entgleisung ergab die Auswertung eine Geschwindigkeit von 243 km/h – das waren 67 km/h zu viel. Untersuchungen des Führerstands ergaben, dass zum Entgleisungszeitpunkt sämtliche Bremssysteme vollständig aktiviert waren, der Notschalter jedoch nicht betätigt wurde.
Das vorgefundene technische Ergebnis wurde durch die Vernehmung der beiden Triebfahrzeugführer, die überlebten, bestätigt: Aus dem hinteren Testleitstand wurde der Triebfahrzeugführer im Führerstand an der Spitze angewiesen, bei Streckenkilometer 401 die Bremsung von 330 km/h auf 176 km/h einzuleiten. Ursprünglich vorgesehen war jedoch Streckenkilometer 400. Als Begründung für die Änderung wurde angegeben, dass bei vorherigen Messfahrten eine Geschwindigkeit von 160 km/h schon nach 2 Kilometern erreicht worden war. Aus diesen Erkenntnissen heraus wähnte sich das Personal vollständig innerhalb des möglichen Spielraums, um deutlich vor der Kurve (hinter Streckenkilometer 404) hinreichend abgebremst zu sein. Der um einen Kilometer versetzte Bremsbeginn bewirkte letztlich eine Zeitdifferenz von 12 Sekunden. So war der Zug noch mit 265 km/h unterwegs, als er in die für 160 km/h ausgelegte Kurve einfuhr.

## Folgen

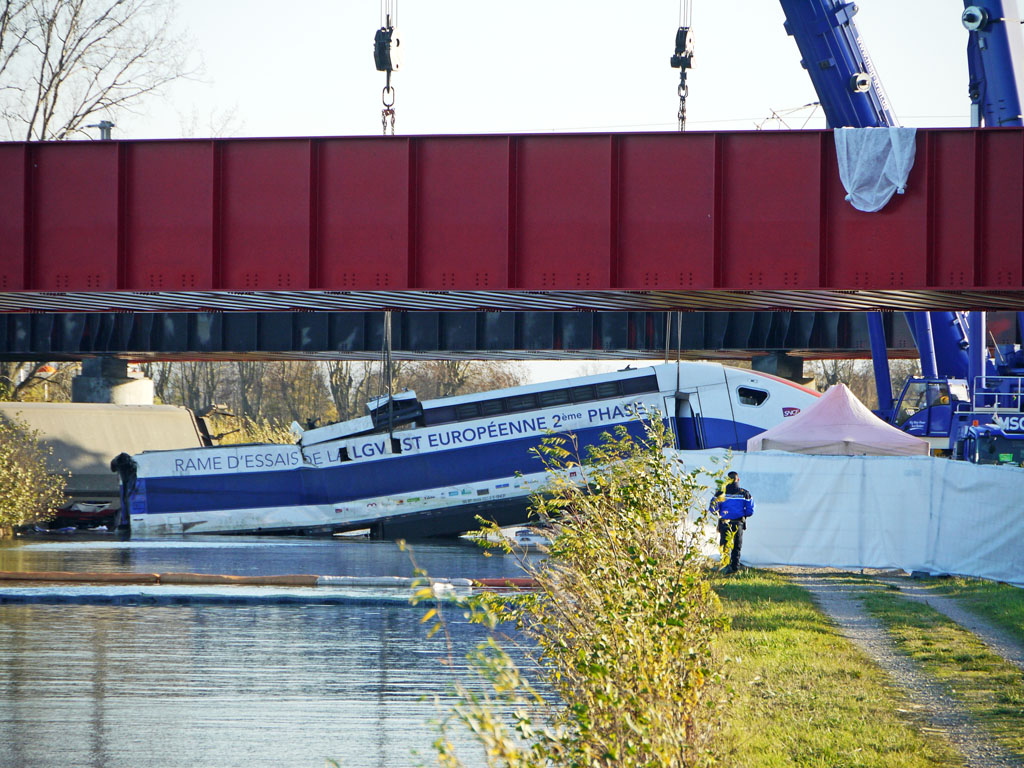
Bergungsarbeiten nach dem Unfall (Blickrichtung Süden)

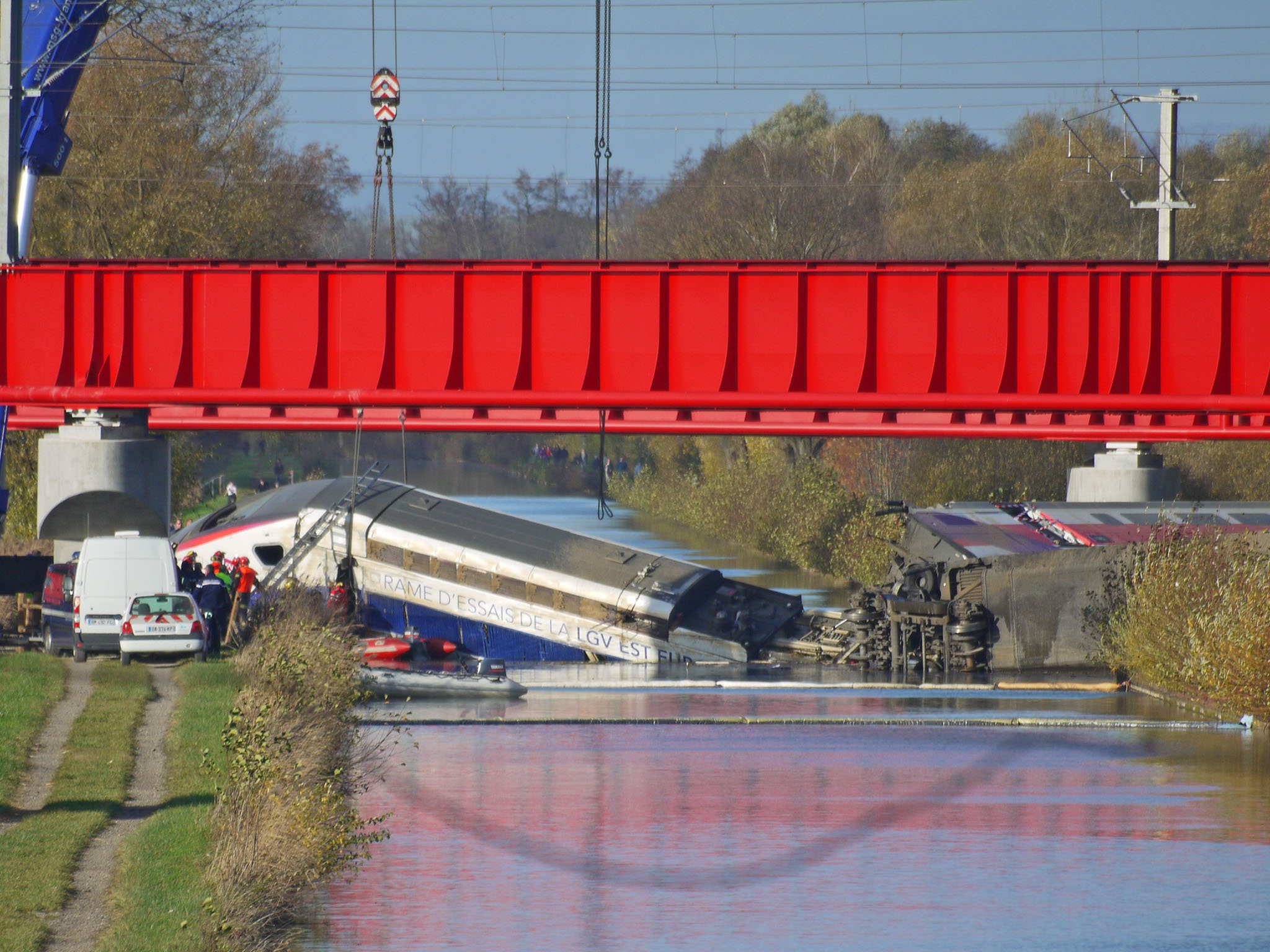
Bergungsarbeiten nach dem Unfall (Blickrichtung Norden)

### Unmittelbare Folgen
Durch den Unfall starben 11 Menschen; 37 weitere wurden verletzt, 12 davon schwer. Einige der Kinder im Zug wurden leicht verletzt. Zwei der Toten waren Begleitpersonen und keine Eisenbahnmitarbeiter.

### Längerfristige Folgen
Aufgrund des Unfalls wurde die ursprünglich für den 3. April 2016 vorgesehene Eröffnung der Neubaustrecke auf den 3. Juli 2016 verschoben. Da jedoch das Gleis an der Unfallstelle noch gesperrt war, konnte auf einem etwa 20 Kilometer langen Abschnitt nur eingleisig gefahren werden, bis die vollständige Inbetriebnahme schließlich zum Fahrplanwechsel am 11. Dezember 2016 erfolgte.

### Strafrechtliche Aufarbeitung
Ségolène Royal, Ministerin für Umwelt, nachhaltige Entwicklung und Energie, ihr Staatssekretär für Verkehr und maritime Wirtschaft, Alain Vidalies, die Präsidenten der SNCF, Guillaume Pepy, und der SNCF Réseau, Jacques Rapoport, trafen wenig später am Unfallort ein. Pepy kündigte drei Untersuchungen an: eine bahninterne der SNCF, die bereits begonnen habe, eine technische Untersuchung durch das Bureau d’Enquêtes sur les Accidents de Transport Terrestre (BEA-TT, die Untersuchungsbehörde für Landverkehrsunfälle) und die strafrechtlichen Ermittlungen der Staatsanwaltschaft. Die Staatsanwaltschaft konnte den nur leicht verletzten Triebfahrzeugführer nach dem Unfall befragen. Dieser gab an, die vorgesehene Geschwindigkeit von 176 km/h beachtet zu haben. Die Staatsanwaltschaft untersucht auch, ob der Umstand, dass sich statt der erlaubten vier Personen sieben im Führerstand aufhielten zum Unfallgeschehen beitrug. Triebfahrzeugführer, Beimann und eine weitere Person, die sich zum Unfallzeitpunkt im Führerstand befand, wurden von der SNCF vom Dienst suspendiert.
Die Protokolle der Vernehmung der Triebfahrzeugführer waren zum Zeitpunkt der Meldung in Le Parisien im März 2016 nicht veröffentlicht. Wegen der wortgetreuen Zitierung und genauer Angaben zum Ermittlerkreis wurde vermutet, dass die Quelle ein leitender Ermittler war. Daraufhin wurden entsprechend Ermittlungen wegen Verletzung des Amtsgeheimnisses gemäß französischer Strafprozessordnung §11-1 eingeleitet.
Im Oktober 2016 wurde gegen die drei Angestellten Anklage erhoben, im Dezember 2017 gegen SNCF und Systra sowie im Jahr 2019 gegen SNCF Réseau.
Der Prozess vor dem Tribunal correctionnel in Paris fand im Zeitraum vom 4. März bis zum 16. Mai 2024 statt. Das Urteil wurde am 10. Oktober 2024 verkündet. Die SNCF als Betreiber des Zuges wurde zu einer Geldstrafe von 400.000 Euro verurteilt, der Gleisinfrastruktur-Betreiber SNCF Réseau zu 150.000 Euro und das für die Testfahrt verantwortliche Ingenieurbüro Systra zu 225.000 Euro. Der Verantwortliche für den zu spät gegebenen Bremsbefehl erhielt fünfzehn, der Lokführer sieben Monate Haft jeweils auf Bewährung. Ein dritter Angeklagter wurde freigesprochen. Das Gericht stellte darauf ab, dass jeder der Verurteilten den Unfall hätte verhindern oder dessen Folgen mindern können. Die Berücksichtigung dieses Umstandes wurde im Prozess insbesondere vom Anwalt der Geschädigten gefordert. Er zeigte sich zufrieden, dass somit die Unternehmen die Schuldlast nicht auf einzelne Personen abwälzen konnten. Deren Fehlentscheidung sei im Korsett eines nicht den hohen Geschwindigkeiten angepassten Sicherheitskonzeptes mit provoziert worden und konnte nur so zu solch schweren Folgen führen.

## Spekulationen
Der Unfall ereignete sich einen Tag nach den Terroranschlägen in Paris, ein Zusammenhang konnte aber schnell ausgeschlossen werden genau wie auch die Möglichkeit eines Objektes im Gleis, über das anfänglich spekuliert wurde. Aus Ermittlerkreisen wurde anfänglich berichtet, der Zug sei zum Zeitpunkt des Unfalls mit 350 km/h unterwegs gewesen.